# يلينا أوبرازتسوفا
يلينا اوبرازتسوفا (الروسية: Елена Васильевна Образцова) (و. 1939 – 2015 م) هي مغنية، ومغنية أوبرا، ومعلمة موسيقى، وممثلة من الاتحاد السوفيتي، روسيا . ولدت في سانت بطرسبرغ .
توفيت في لايبزيغ .

## جوائز
حصلت على جوائز منها:
- وسام لينين
- Order For Services to the Fatherland 3rd degree
- Order For Services to the Fatherland 4th degree
- Order For Services to the Fatherland 2nd degree
- بطل العمل الاشتراكي
- People's Artist of the USSR
- وسام الراية الحمراء من حزب العمال.

## روابط خارجية
- يلينا أوبرازتسوفا على موقع IMDb (الإنجليزية)
- يلينا أوبرازتسوفا على موقع مونزينجر (الألمانية)
- يلينا أوبرازتسوفا على موقع ميوزك برينز (الإنجليزية)
- يلينا أوبرازتسوفا على موقع أول ميوزيك (الإنجليزية)
- يلينا أوبرازتسوفا على موقع أول ميوزيك (الإنجليزية)
- يلينا أوبرازتسوفا على موقع ديسكوغز (الإنجليزية)
- يلينا أوبرازتسوفا على موقع قاعدة بيانات الفيلم (الإنجليزية)